# Comfort (gruppo musicale)
Comfort è un gruppo musicale italiano formato nel 2000 da Alessandro Baris, Leonardo Chirulli e Fabio Elia.

## Storia dei Comfort
Gli esordi vedono vari cambi di formazione e la partecipazione del gruppo a varie compilation, fra le quali "15id:fifteen italian dishes" uscita nel 2002 per la raving records (fondata da Alessandro Baris degli stessi Comfort)  nella quale appaiono gruppi come One Dimensional Man, Caboto, Autobam e Appaloosa e la compilation "The Letters: an Unconventional tribute to King Crimson" dove i Comfort si cimentano con il rifacimento del brano "Fracture". Il debutto discografico arriva nel 2006 con Eclipse, uscito per la Psychotica-Goodfellas Records e distribuito dalla Abraxas.; Eclipse è un disco caratterizzato dalle sonorità di batteria-basso-chitarra-pianoforte, con un uso centellinato di elettronica; un disco molto vicino alla musica neoclassica, sebbene alla band venga accostato il termine più generico "post-rock".
Nel 2007 i Comfort vengono premiati al Moviement festival presso il Teatro Toledo di Napoli, per la riedizione delle musiche del cortometraggio "Un Chien Andaloù", film capostipite della corrente surrealista degli anni '20, e sceneggiato da Salvador dalì e Louis Bunuel.
Nel 2009 arriva il secondo album, Sleep Talking Shared, pubblicato dall'etichetta di Bruxelles OFF Label e distribuito dalla Still.: in questo nuovo album, che vede l'abbandono del gruppo da parte del batterista Dario Arnone, l'uso dell'elettronica si fa più massiccio; il risultato è un disco che miscela l'attitudine neoclassica della band (brani come "Iceberg", "Contemporary Nocturne") con brani quasi totalmente elettronici ("Florian" , " The Missed Enviroment") più alcuni episodi di forte stampo rock ( "Shape", "He moves his head back"); anche questo lavoro è privo di voci, eccezion fatta per i loop vocali del brano "organic deca dance" realizzato in collaborazione con la cantante Marina Mulopulos. La critica esprime molti consensi su questo disco, fatto sostanzialmente di brani accattivanti ma raffinati ed allo stesso tempo anche molto diversi fra di loro, fattore questo che capovolge completamente l'omogeneità sonora del disco d'esordio.
Nell'Aprile stesso anno il gruppo suona al "Domino Festival", presso l'Ancienne Belgique a Bruxelles. Seguono alcuni concerti nella penisola italiana.
Nel settembre 2011 i Comfort, dopo un anno di lavoro, pubblicano il terzo album dal titolo "Proximity to temporality" per l'etichetta 482 music di New York City.
Il disco esce solo in vinile e formato digitale. Per la prima volta il gruppo inserisce l'utilizzo della voce nel modo più classico nella loro musica, con metà dei brani cantati da ospiti quali Lindsay Anderson e Joseph Costa (del gruppo statunitense L'Altra) e la svedese Anna Tomlin.
Questo nuovo album è ulteriormente impreziosito dal sassofono e clarinetto basso di Beppe Scardino, presente in buona parte del disco.
Rispetto ai lavori precedenti, entra in gioco una forte matrice jazz, alternata da momenti di sofisticata elettronica; l'unico brano che conserva ancora l'anima neoclassica del gruppo è "ode", ballata cameristica scarna sulla quale spicca la soave voce di Beatrice Carratori. Ben riuscita è anche la reinterpretazione del brano "Chi Mai" di Ennio Morricone.

## Formazione
- Leonardo Chirulli: pianoforte, sintetizzatori, laptop
- Fabio Elia: basso elettrico, video, programmazione
- Alessandro Baris: batteria, chitarra, sintetizzatori, programmazione

## Discografia
- 2006 – Eclipse (Psychotica-Goodfellas Records)
- 2009 – Sleep Talking Shared (OFF Label)
- 2011 - "Proximity to Temporality" (482 music)